# Stráň (Východolabská tabule)
Stráň je vrchol v České republice ležící ve Východolabské tabuli v okrese Kolín.

## Poloha
Plochý vrch Stráň se nachází severně a severovýchodně od obce Polní Chrčice asi 13 kilometrů východně od Poděbrad. Společně se severněji položenou Kozí hůrou tvoří severní zakončení protáhlé Bělušické plošiny a zároveň lokální výběžek Východolabské tabule do tabule Středolabské. Vrchol 265 m n. m. se nachází v severozápadní části náhorní plošiny. Východní svahy Stráně jsou mírnější, západní prudší. Od severnější Kozí hůry jí odděluje úzké sedlo, sedlo na jižní straně směřující k vrchu Kostelík je plošší.

## Vodstvo
Vrch Stráň spadá do povodí Labe. Konkrétně západní svah odvodňuje Chrčická svodnice, pravý přítok Bačovky, zbytek potoky z povodí Cidliny, např. Radovesnický potok. Přímo ve svazích stráně se nenachází žádný trvalý pramen či vodní dílo.

## Vegetace
Náhorní plošinu stráně pokrývá souvislý listnatý les jehož větší část včetně samotného vrcholu je oplocena a pro běžný přístup uzavřena oborou Chrčická stráň, ve které probíhá chov Daňků evropských. Před vybudováním obory byl les běžně přístupný. V reakci na jeho znepřístupnění bylo nutné přeložit i modrou turistickou značku spojující Kolín a Městec Králové a tvořící jakousi hřebenovou trasu Bělušické plošiny do polí západně od vrchu.

## Stavby a komunikace
Kromě oplocení obory se na jižní hraně plošiny nachází původní hájovna, ke které je vedena zpevněná komunikace, zbytek náhorní plošiny je obsluhován lesními cestami různé kvality. Severně od vrcholu je vedena dálnice D11 Praha - Hradec Králové přičemž sedlem mezi Strání a Kozí hůrou byl vybudován krátký tunel v rámci budování přechodů dálnice pro zvěř. V jihozápadním úbočí stojí nad vsí jednoduchá dřevěná volně přístupná rozhledna.